# Drepanosticta ephippiata
Drepanosticta ephippiata är en trollsländeart som beskrevs av Maurits Anne Lieftinck 1937. Drepanosticta ephippiata ingår i släktet Drepanosticta och familjen Platystictidae. Inga underarter finns listade i Catalogue of Life.